# Mehbooba Mufti
Mehbooba Mufti (محبوبہ مُفتی), née le 22 mai 1969 à Akhran Nowpora, est une femme politique indienne. 
Elle est ministre en chef du Jammu-et-Cachemire d' avril 2016 à juin 2018, après avoir succédé à son père Mufti Mohammad Sayeed. C'est la première femme à occuper ce poste et la seconde femme musulmane à devenir ministre en chef en Inde après Anwara Taimur en Assam.

## Jeunesse et vie familiale
Mehbooba Mufti est née le 22 mai 1969 dans le district d'Anantnag au Jammu-et-Cachemire. Son père, Mufti Mohammad Sayeed, est un homme politique issu d'une famille de clercs musulman.
Mehbooba Mufti est titulaire d'un baccalauréat de droit de l'Université du Cachemire.
Elle est divorcée et a deux filles.

## Carrière politique
Comme son père, Mehbooba Mufti fait initialement partie du Congrès national indien. En 1996, elle est élue députée à l'Assemblée législative du Jammu-et-Cachemire où elle est chef de l'opposition face au gouvernement de Farooq Abdullah. 
En 1999, son père et elle quittent le Congrès et fondent le Parti populaire démocratique du Jammu-et-Cachemire (JKPDP). Mehbooba Mufti tente alors de se faire élire à la Lok Sabha mais échoue dans la circonscription de Srinagar face à Omar Abdullah (le fils de Farooq Abdullah).
En 2002, elle est de nouveau élue à l'Assemblée législative puis, en 2004 remporte est élue à la Lok Sabha dans la circonscription d'Anantnag. La même année, elle succède à son père en tant que présidente du JKPDP.
En 2014, Mehbooba Mufti est de nouveau députée de la circonscription d'Anantnag. En 2015, après les élections au Jammu-et-Cachemire, le JKPDP conclut un accord de coalition avec le BJP, Mufti Mohammad Sayeed devient alors ministres en chef de l'État. Il meurt le 7 janvier 2016 et après plusieurs semaines de négociation, Mehbooba Mufti est désignée pour succéder à son père. Elle est la première femme à diriger le gouvernement du Jammu-et-Cachemire.
Le 5 août 2019, à la suite de la révocation du statut d'autonomie du Jammu-et-Cachemire par le gouvernement indien de Narendra Modi, plusieurs hauts responsables politiques de la région, dont Mehbooba Mufti, ont été placés sen résidence surveillée par les autorités fédérales.